# Be-зорі

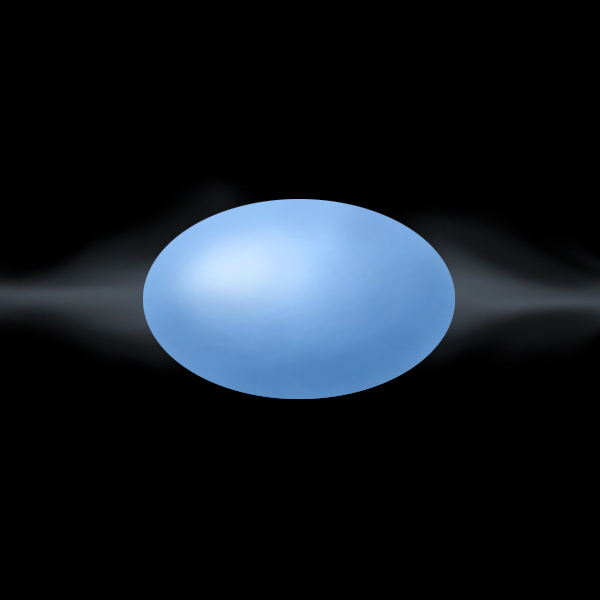
B(e)-зоря Ахернар, сплюснута надзвичайно швидким обертанням (художнє зображення)

B[e]-зоря (англ. B[e] star), інша поширена назва — зоря класу B(e), — це зоря спектрального класу В з вираженими забороненими лініями емісії нейтральних або слабкоіонізованих атомів у спектрі. Назва походить від поєднання спектрального класу B, маленької e, яка позначає емісію у системі спектральної класифікації, та квадратних дужок, які позначають заборонені лінії.

## Опис
Характерні риси B[e]-зорі включають:
- спектральний клас В або яскравіший;
- широкі лінії Бальмера, з напівшириною до 1000 ангстремів;
- лінії емісії з дозволеними переходами легко іонізованих металів, переважно Fe(II);
- виражені тонкі заборонені лінії емісії нейтральних або слабкоіонізованих атомів, переважно Fe(II) та O(I);
- оптичну лінійну поляризацію;
- часто інфрачервоне випромінювання, значно сильніше від випромінення звичайних зір класу B, яке називають «інфрачервоним надлишком» (англ. infrared excess), викликане температурою газового диску близько 1000 K.

Ці зорі часто також мають потужні емісійні лінії водню, але така риса притаманна й іншим зорям, а, отже, недостатня для класифікації як об'єкт класу B(e).
Оскільки природа B(e) змінна/перехідна, зорі класу B(e) час від часу можуть показувати нормальний спектр зорі класу B, а звичайні зорі класу B можуть ставати зорями класу B(e). Інколи також вживається й назва зоря класу Be, для тих зір класу B, які мають у спектрі лінії емісії, але не відповідають іншим критеріям класу B(e), а деколи і просто для зручності друку. При цьому, термін класична зоря класу Be використовується для зір класу B з лініями емісії, які не мають заборонених ліній, значної поляризації чи інфрачервоного надлишку.
Хоча більшість зір класу B(e) розташовані на головній послідовності, назва охоплює гетерогенну групу об'єктів, яка включає молоді зоряні об'єкти, надгіганти, протопланетарні туманності та ін. Зорі групи можуть додатково поділяти на підкласи: B[e]-надгіганти (скорочення sgB[e]), Ae/Be-зорі Гербіга, компактні планетарні туманності B[e], симбіотичні B[e]-зорі та категорію «невизначені» для всіх інших.
Першою зорею, визначеною як B(e)-зоря, стала γ Кассіопеї. 1866 року Анджело Секкі визначив її як першу зорю з лініями емісії у спектрі. Процес формування емісійних ліній став зрозумілим на початку 20-го сторіччя. Після цього стало зрозуміло, що лінії емісії цих зір випромінюються в навколозоряному середовищі, а не безпосередньо на самій зорі. Сьогодні всі характеристики, які спостерігаються у зір цього класу, пояснюються наявністю газового диска довкола зорі, сформованого з речовини, скинутої зорею. Інфрачервоний надлишок та поляризація утворюються внаслідок розсіювання зоряного світла диском, а лінії емісії, зокрема, заборонені, — внаслідок переробки ультрафіолетового випромінювання зорі в газовому диску.
Такі газові диски є наслідком резонансу близько розташованих радіальних коливань у поєднанні з високими швидкостями обертання молоддих зір таким чином, що обидва ефекти разом призводять до викидання речовини у області екватора зорі. За рахунок більшої відстані від ядра диск обертається повільніше, ніж поверхня зорі (див. Закони Кеплера), а тому лінії емісії утворюються лише в основі ліній поглинання. Аналіз спектрів Be-зір вказує на середню густину дисків на рівні між 1010 до 1013 атомів водню на см³ для маси оболонки 10−10 мас Сонця.
Ці характерні риси зір класу B(e) надають інформацію про природу зір. B(e)-зорі часто дуже швидко обертаються, що було підтверджено інтерферометричними вимірами обертального стиснення Ахернар. Однак лише обертання ймовірно недостатньо для формування диску, потрібен додатковий механізм викидання речовини з зорі, наприклад магнітне поле чи нерадіальна зоряна пульсація. Перехідна природа B(e)-зір найбільш імовірно пов'язана саме з природою цього механізму, однак науковці ще не дійшли консенсусу щодо його подробиць. Гетерогенність групи B(e)-зір може свідчити й про гетерогенний механізм формування дисків. Так багато надгігантів класу B(e) є або частинами подвійних зоряних систем, де їх супутник може періодично «допомагати» речовиною для диску, або ж нестабільними дуже яскравими зорями з постійним потужним зоряним вітром.
B(e)-зорі переважно є змінними і їх класифікують або як змінні типу γ Кассіопеї завдяки перехідній природі диску та процесам розсіювання, або як змінні типу β Цефея через їх пульсації.

## Див. також

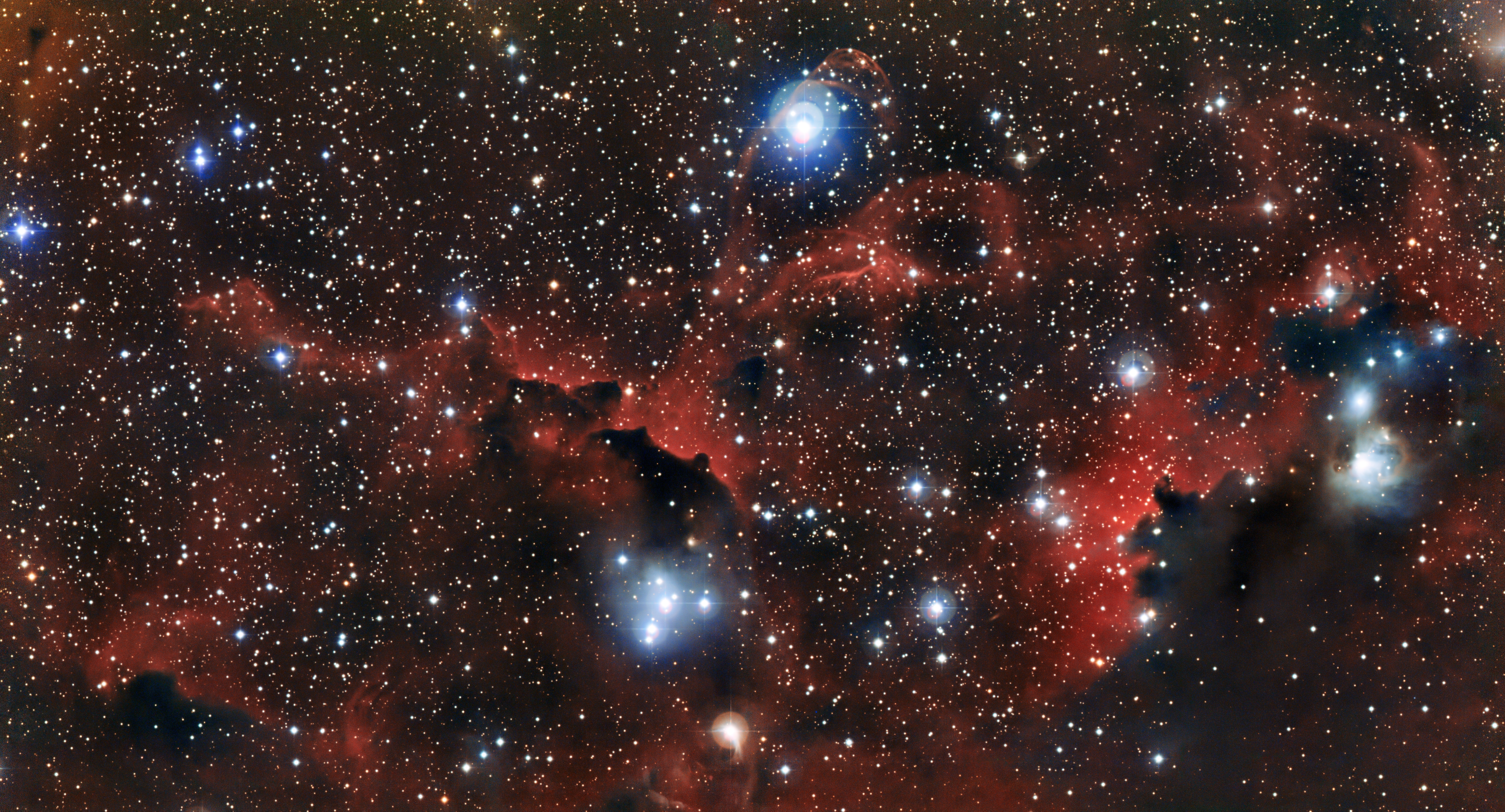
Туманність Чайка — майже куляста зона HII довкола Ae/Be-зорі Гербіга HD 53367.